# Táo Allington Pippin
' Allington Pippin' là một giống táo đến từ Anh được thuần hóa, với hương vị đậm đà bao gồm một chút vị của dứa.
Allington Pippin được phát triển trước năm 1884 bởi Thomas Laxton ở Lincolnshire, Anh thông qua việc lai tạo giống Cox's Orange Pippin và Vua của Pippin. Tên này không được đặt cho đến năm 1894, khi George Bunyard đặt tên theo ngôi làng Allington gần Maidstone ở Kent, nơi có một trong những vườn ươm của Bunyard.
Quả táo này có hình nón  và lớp vỏ bên ngoài của nó được kết hợp từ màu sắc lòe loẹt của đỏ và cam, đỏ ửng và sọc, với một số nơi có màu nâu đỏ. Sự kết hợp đặc biệt của nó giữa hương vị kẹo trái cây  hoặc hương vị dứa được đánh giá cao trong việc sử dụng đa mục đích: nấu ăn, ăn tươi và rượu táo mèo. Allington là một loại trái cây mạnh, nó có thành tích lưu trữ tốt từ ba tháng trở lên và giữ được hình dạng trong nấu ăn.
'Allington Pippin' có xu hướng ra hoa hai năm một lần, hoa không thể tự sinh sản một phần, giữa mùa; thời kỳ thu hoạch là muộn. Cây theo xu hướng chung là mức độ dễ bị bệnh là trung bình, nhưng hoa dễ bị sương giá.